# 速水清孝
速水清孝（1967年 - ）は日本建築史家、建築家。日本大学工学部教授。
博士（工学）、一級建築士。専門は建築意匠史、建築構造史、建築行政史や建築界関連の職能史、資格制度史 等。
栃木県生まれ。1990年 千葉大学工学部旧建築工学科卒業。
1992年 千葉大学大学院工学研究科 建築学専攻 修士課程修了。
郵政省大臣官房建築部等を経て、2003年東京大学大学院工学系研究科 建築学専攻 修士課程修了。
2007年東京大学大学院工学系研究科 建築学専攻 博士課程修了。
東京大学生産技術研究所博士研究員、建築設計事務所主宰を経て、2013年に日本大学工学部准教授。
2014年 日本大学工学部教授。
著書『建築家と建築士 法と住宅をめぐる百年』（東京大学出版会、2011年)
で、2014年度日本建築学会著作賞を受賞
「建築士法の成立と展開に関する一連の歴史的研究」で2021年日本建築学会賞（論文）を受賞。